# Agadja
Dossou Agadja (ou Agaja), surnommé « le Conquérant », est traditionnellement (si on exclut la reine Hangbè) le cinquième roi d'Abomey.

## Règne
Il règne de 1711 à 1740 à la place de Agbo Sassa, prince héritier et fils unique d’Akaba qui n’avait que dix ans à la mort de son père en 1708. Selon les versions, il aurait soit succédé à son frère Houessou Akaba Akaba, soit remplacé la reine Hangbè, jumelle d'Akaba. Agadja contraint Agbo Sassa à l’exil lorsque celui-ci, ayant l’âge de gouverner, réclama le trône.

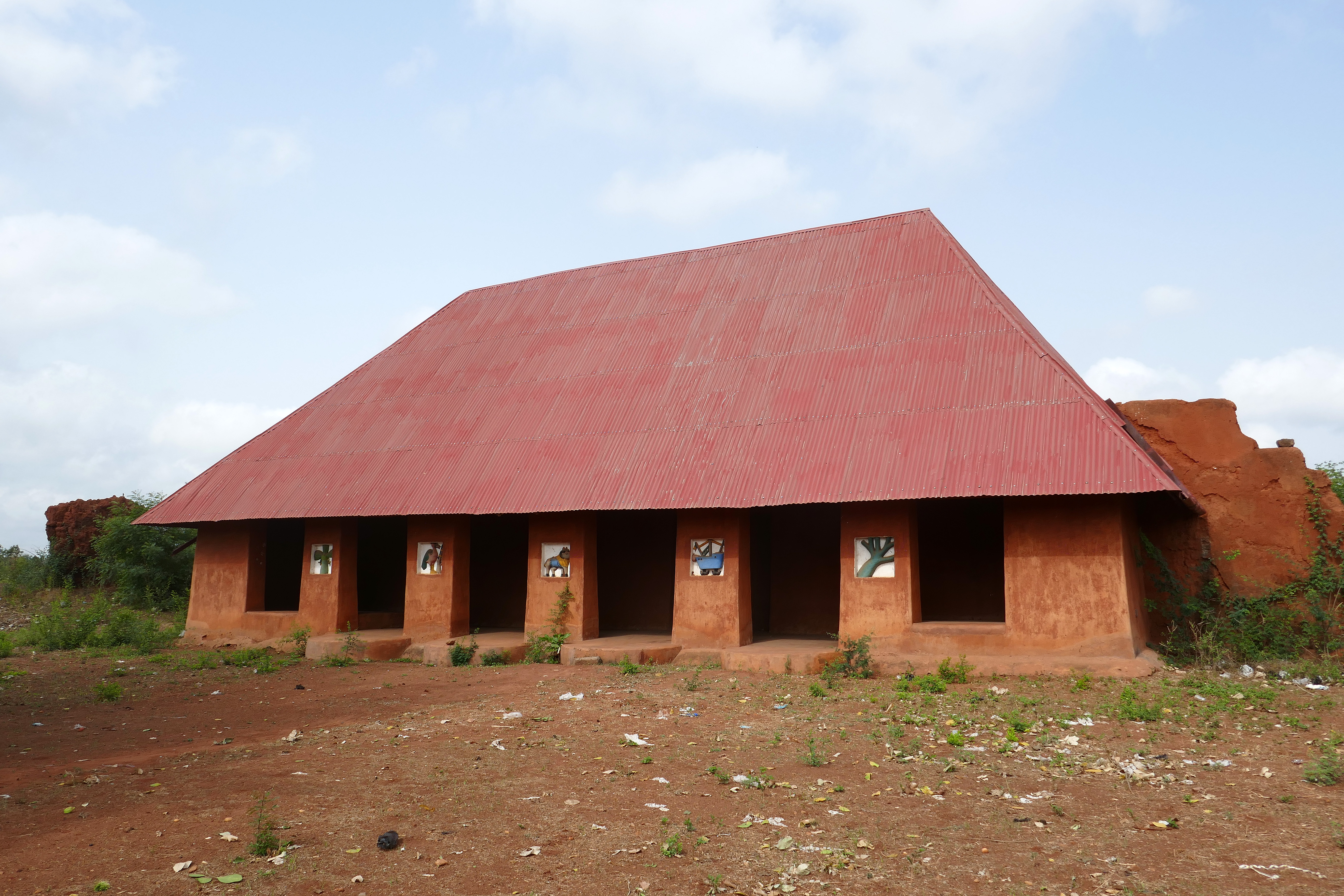
Palais du roi Agadja à Abomey.

Grâce aux victorieuses campagnes militaires qu’il a menées vers le sud, il conquit le royaume d’Allada en 1724 et celui de Savi avec sa capitale économique Ouidah en 1727. Agadja réussit ainsi à étendre son royaume vers le sud jusqu’à l’océan. Ayant désormais un accès à la mer, il développe le commerce avec les Européens sans les intermédiaires de la côte et prend pour symbole, une caravelle. Durant ces conquêtes des royaumes du sud, l’usage des agojié, des femmes guerrières appelées amazones par les Européens – par comparaison avec celles de la mythologie grecque – fut déterminant. Un autre facteur a été l’incorporation d’armes occidentales dans son armée. 
Cependant, ses différentes conquêtes n'achèvent pas le conflit qui l'oppose au royaume d'Allada et les royaumes voisins ne le reconnaissent pas comme un roi, mais au mieux, comme un noble et gouverneur . 
Pour la conquête du Royaume de Ouidah, en 1727, Agadja a pu compter sur l’aide de sa fille, qui était alors la femme du roi Houffon. Cette dernière a jeté de l’eau dans la poudre à canon chargée de défendre la ville. Par ailleurs, il avait envoyé des lettres aux Européens, leur demandant de ne pas interférer dans la conquête.  
Malgré la puissance de son armée, Agadja n’a pas pu mettre son royaume à l’abri de l’invasion des Yorubas du puissant royaume rival d’Oyo en 1726. À la suite de cette défaite, il conclut la paix avec Oyo en 1727 par un accord qui contraint le royaume d’Abomey à payer un lourd tribut annuel : armes, perles, textiles, animaux, une quarantaine de jeunes filles et une quarantaine de jeunes hommes destinés aux sacrifices humains et à l’esclavage. Agadja ignore le tribut les premières années, ce qui coûta à son royaume de nouvelles invasions en 1728, 1729 et 1730-1732. Cette dernière défaite a été particulièrement humiliante pour le royaume d’Abomey qui vit son prince héritier Tegbessou alors pris en otage, faire partie pour un temps, du tribut humain enfin payé à Oyo. Cette soumission n’épargne pas pour autant le royaume d’une nouvelle invasion yoruba en 1739. L'Empire d’Oyo laissa un représentant à Abomey, qui devient ainsi un royaume vassal. Les troupes d’Oyo laissant chaque fois la capitale Abomey en feu, Agadja se résigna à transférer la capitale de son royaume à Allada en 1730 et jusqu’à sa mort en 1740.